# Seventeen (Lied)
Seventeen (セブンティーン Sebuntīn) ist ein Lied des japanischen Popmusik-Duos Yoasobi, welches am 27. März 2023 über Sony Music Entertainment Japan auf digitaler Ebene als Musikdownload und Streaming veröffentlicht wurde.
Es ist eines von vier Liedern, die im Rahmen einer Zusammenarbeit mit vier Schriftstellerinnen, entstanden und im Rahmen des Hajimete-no-Projektes herausgegeben wurde. Es ist auf der gleichnamigen Extended Play zu hören.

## Hintergrund
Am 1. Dezember 2021 kündigte das Duo das Hajimete-no-Projekt an, eine Zusammenarbeit zwischen den Musikern und den vier mit dem Naoki-Preis ausgezeichneten Schriftstellerinnen Miyuki Miyabe, Mizuki Tsujimura, Eto Mori und Rio Shimamoto. Ziel dieses Projektes war es, Lieder zu schreiben und zu produzieren, die auf den im Rahmen dieses Projektes entstanden sind. Thematik des Hajimete-no-Projektes war, „Geschichten, die man liest, wenn etwas zum ersten mal macht“. Die vier Kurzgeschichten wurden am 16. Februar 2022 unter dem Titel Hajimete no veröffentlicht.
Einer dieser Geschichten, die im Zuge der Zusammenarbeit entstanden ist, heißt Iro Chigai no Trump (色違いのトランプ Iro Chigai no Toranpu) und wurde von Miyuki Miyabe geschrieben. Thematisch setzt sich das Werk mit der Situation auseinander, wenn man zum ersten Mal verdächtigt wird.

## Komposition
Das Lied Seventeen wurde von Ayase komponiert und dessen Liedtext basierend auf Miyabes Werk Iro Chigai no Trump geschrieben. Seventeen wurde in f-Moll geschrieben, hat ein Tempo von 140 BPM und eine Spiellänge von drei Minuten und 19 Sekunden.

## Bewerbungsphase und Veröffentlichung
Ab 17. Januar 2023 starteten Machi Café der Handelskette Lawson und das Musikerduo eine Zusammenarbeit. Im Rahmen dieser Zusammenarbeit verkaufte das Café einen Honey Caffé Latte, dem ein Umschlag mit einem 2D-Code beilag. Dieser Code führte zu einer Seite auf der ein Auszug der neuen Single, die den Namen Seventeen trägt, angehört werden konnte.
Etwa zwei Monate später, am 22. März, kündigten die Musiker an, die Single am 27. März auf digitaler Ebene als Musikdownload und Streaming zu veröffentlichen. Ein dazugehöriges Musikvideo wurde am selben Tag veröffentlicht. Es entstand unter der Regie von Masatsugu Nagasoe in den Studios MAPPA und Contrail Co., Ltd.

## Erfolg
Seventeen erreichte Platz 32 in den Combined Singles Charts von Oricon und erreichte mit 12.700 Downloads innerhalb der ersten Verkaufswoche Platz eins der Digital Singles Charts.
In den Hot 100 von Billboard Japan erreichte das Lied Platz 21 und den zweiten Platz der Download-Charts mit knapp 11.000 Downloads innerhalb der ersten Verkaufswoche. In den japanischen Streamingcharts von Billboard Japan stieg Seventeen in der ersten Woche auf Platz 63 ein und konnte in der Folgewoche auf Platz 36 springen. Seine Höchstposition erreichte das Lied mit Platz 21. Es verblieb 17 Wochen lang in den Billboard Japan Hot 100.